# Pietro Luci
Pietro Luci, o Pietro Lucio, (in fiammingo Pieter de Licht, in latino Petrus Lucius) (Bruxelles, 1548 – Bruxelles, 18 settembre 1603), è stato un umanista, poeta, teologo, filosofo fiammingo, attivo a Firenze nel XVI secolo.

## Biografia
Pietro Luci o Lucio, nome italiano del fiammingo Petrus de Licht nato a Bruxelles, dottore in teologia, entrò nel convento dei Carmelitani nella sua città natale, dove prese i voti. Restò fedele al cattolicesimo anche dopo l'instaurazione nel 1578 della Repubblica Calvinista ma lasciò il Belgio. Si stabilì così a Firenze, centro propulsore dell'Umanesimo e del Rinascimento, dove visse molti anni. A Firenze insegnò teologia. Le sue capacità oratorie in latino furono celebri. Con l'affermarsi nel suo paese d'origine di una convivenza più pacifica tra cattolici, luterani e calvinisti, fece ritorno nella sua città natale, dove morì pochi anni più tardi.

## Opere
Nel 1593, Pietro Luci pubblicò un'apologia del celebre cabalista Johannes Trithemius, Apologia Trithemii, con l'edizione delle sue opere.
Tra i suoi scritti che godettero di maggiore reputazione, può essere ricordato un poema in latino sull'origine della città di Firenze e della famiglia de' Medici, De Florentinae civitatis origine, Mediceae familiae nobilitate et equestris statuae, Cosmo Mediceo dicatae... carmen encomiasticum, pubblicato a Firenze nel 1594.
- Diuini Baptistae Mantuani Carmelitae theologi philosophi, oratoris clarissimi, ac poetarum christianorum principis. Aureum poema. De vita, et morte santiss. virginis, et martyris Catharinae Costi regis filiae. Cui accesserunt scholia difficiliora quaeque explicantia omni antiquitate e di ersarum rerum cognitione plenissima. Autore P. Petro Lucio Belga, Carmelitano Bruxellensis latinae linguae apud Carmelitas Florentinos professore. Cum indice rerum memorabilium locupletissimo.; Florentiae: apud Georgium Marescottum, 1591
- Carmelitana bibliotheca, siue illustrium aliquot carmelitanae Religionis scriptorum, & eorum operum cathalogus. Iampridem a magno, et incomparabili viro d. Ioanne Trithemio Ordinis sancti Benedicti abbate luculenter congestus; tandem centesimo post anno magna ex parte auctus, recognitus, & annotationibus illustratus, ac optimo ordine alphabetico digestus ... Auctore r. p. Petro Lucio Belga carmelitano Bruxellensi, sacrae theologiae professore.; Florentiae: apud Georgium Marescottum, 1593.
- D. Ioannis Trithemii abbatis ordinis s. Benedicti De laudibus Carmelitanae religionis liber. ... Centesimo post anno diligenter recognitus breuique; apologia defensus per r.p. Petrum Lucium Belgam, carmel. Bruxellensem sacrae theologiae professorem.; Florentiae: apud Georgium Marescottum, 1593.
- F. Petri Lucii Bruxell. carmelitae doctoris theol. De Florentiae ciuitatis origine, Mediceae familiae nobilitate, et equestris statuae Cosmo Medici magno Etruriae duci nuper Florentiae dedicatae laudibus, carmen encomiasticum.; Florentiae: apud haeredes Iacobi Iuntae, 1594.
- Compendio historico carmelitano con l'indulgenze, e priuilegi dell'ordine. Composto dal molto R.P.M. Pietro Lucio di Brussella, dottor in S. Teologia: e tradotto dalla lingua latina nella volgare, per il R.P. Francesco Minucci da Radda in S.T. Corsore, dell'istesso ordine; In Firenze: appresso Gianantonio Caneo, 1595.